# Valchov
Valchov (en allemand : Walchau) est une commune du district de Blansko, dans la région de Moravie-du-Sud, en République tchèque. Sa population s'élevait à 450 habitants en 2020.

## Géographie
Valchov se trouve à 5 km ) l'est-sud-est du centre de Boskovice, à 13 km au nord-nord-est de Blansko, à 32 km au nord-nord-est de Brno et à 178 km à l'est-sud-est de Prague.
La commune est limitée par Boskovice et Velenov au nord, par Žďárná à l'est, par Ludíkov au sud, et par Újezd u Boskovic à l'ouest.

## Histoire
La première mention écrite de la localité date de 1378.